# بويد تينسلي
بويد تينسلي (بالإنجليزية: Boyd Tinsley)‏ هو عازف كمان أمريكي، ولد في 16 مايو 1964 في شارلوتسفيل في الولايات المتحدة.

## وصلات خارجية
- الموقع الرسمي
- بويد تينسلي على موقع IMDb (الإنجليزية)
- بويد تينسلي على موقع ميوزك برينز (الإنجليزية)
- بويد تينسلي على موقع أول ميوزيك (الإنجليزية)
- بويد تينسلي على موقع ديسكوغز (الإنجليزية)
- بويد تينسلي على موقع قاعدة بيانات الفيلم (الإنجليزية)